# Slag bij Teba
De Slag bij Teba vond plaats op 25 augustus 1330, onder het Castillo de la Estrella nabij de stad Teba in Spanje. De strijd was onderdeel van de confrontatie tussen koning Alfons XI van Castilië en emir Mohammed IV van Granada van 1312 tot 1350.

## Voorgeschiedenis
Koning Alfons XI nodigde ridders uit heel Europa uit om mee te vechten tegen de Nasriden. James Douglas, vriend en officier van de Schotse koning Robert Bruce, kreeg de opdracht om Roberts gebalsemde hart mee te nemen op pelgrimstocht naar het Heilige Land. Douglas en een groep andere ridders bereikten Sevilla eind juli.

## Het gevecht

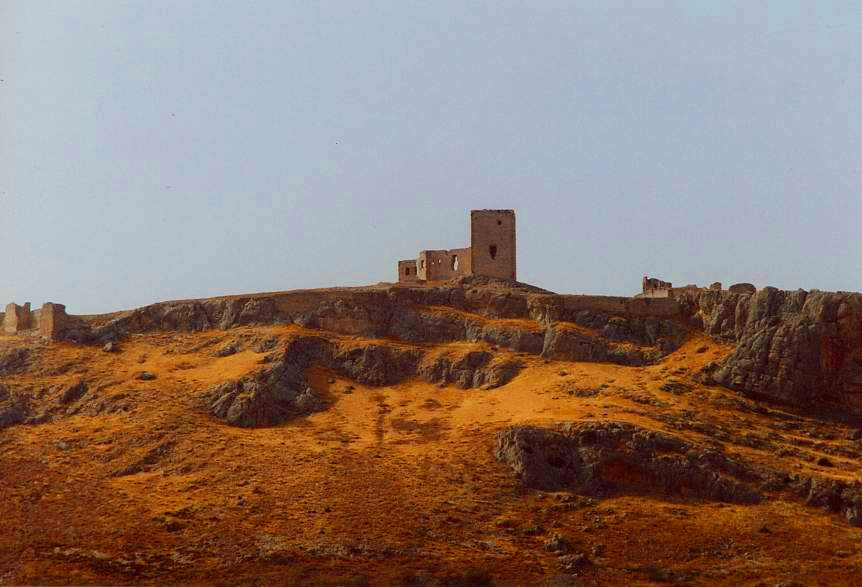
Heuvel met het Castillo de la Estrella

Tegen de ochtend van 25 augustus had het Nasridische leger zich verzameld onder het Castillo de la Estrella. De Castilianen bliezen op hun hoorns en Douglas, die het bevel voerde over een flank van het christelijke leger, dacht dat de aanval op het punt stond te beginnen, waarna de Schotten de Nasriden begonnen aan te vallen. De Castilianen volgden echter niet, en dus werden de Schotten snel omsingeld en bijna allemaal gedood.
Mohammed IV beval zijn cavalerie (3.000 man) om een schijnaanval op de Castilianen uit te voeren terwijl hij zich voorbereidde om Alfons XI in zijn achterhoede aan te vallen met de hoofdmacht via een geheime route. Alfons XI kende echter blijkbaar het plan van de Nasriden en hield zijn hoofdmacht tegen terwijl hij de vijandelijke cavalerie-aanval kon weerstaan. De Castilianen kregen al snel de overhand en veroverden het Castillo de la Estrella op de Nasriden. Koning Alfons XI schonk het kasteel aan de Orde van Santiago.

## Gevolgen
Het lichaam van Douglas en het hart van zijn koning werden samen teruggebracht naar Schotland en hij werd begraven in de St. Bride's Church in South Lanarkshire.
De strijd was niet van doorslaggevend militair belang, maar het deed Mohammed IV denken dat hij de hulp nodig had van de sultan van Marokko, Abu'l-Hasan. Met gebundelde krachten wisten de moslims in 1333 Gibraltar te veroveren. Na de nederlaag van de moslims in de Slag bij Salado in 1340 eindigden de interventies vanuit Noord-Afrika, waardoor het Emiraat Granada, de laatste onafhankelijke islamitische staat in Iberië, er alleen voor stond. Het duurde tot de val van Granada in 1492.